# Sopiko Cziaureli
Sopiko Cziaureli (gruz. სოფიკო ჭიაურელი; ur. 21 maja 1937 w Tbilisi, zm. 2 marca 2008 tamże) – radziecka i gruzińska aktorka filmowa i teatralna. Uważana za muzę Siergieja Paradżanowa. Córka uznanego w gruzińskiej SRR reżysera Micheila Cziaurelego. Ważna postać gruzińskiej kinematografii, związana również z dwoma najważniejszymi teatrami Gruzji – Teatrem Rustaweli (1964–1968) i Teatrem im. Kote Mardżaniszwilego (1960–1964, 1968–2008) w Tbilisi.

## Młodość i wykształcenie
Sopiko Cziaureli urodziła się w Tbilisi. Jej rodzice byli związani ze sztuką teatralną i filmową. Ojciec Micheil Cziaureli był znanym gruzińskim reżyserem, matka Weriko Andżaparidze występowała jako aktorka. Ukończyła Wszechrosyjski Państwowy Uniwersytet Kinematografii w Moskwie. Przez całą zawodową karierę związana była przede wszystkim z kinem gruzińskim.

## Życie zawodowe
W filmie Siergieja Paradżanowa Barwy granatu, opowieści o ormiańskim poecie Sajat-Nowie, zagrała szereg ról, zarówno męskich, jak i żeńskich. Innymi znanymi filmami z jej udziałem były: Nasze podwórko, Drzewo pragnień (na motywach opowiadań Giorgiego Leonidze pod tym samym tytułem), Kilka pytań na tematy osobiste, Aszik Kerib, Legenda o twierdzy Suramskiej, Chewsurska ballada, Melodie przedmieścia.